# Narewka (gromada)
Narewka – dawna gromada, czyli najmniejsza jednostka podziału terytorialnego Polskiej Rzeczypospolitej Ludowej w latach 1954–1972.
Gromady, z gromadzkimi radami narodowymi (GRN) jako organami władzy najniższego stopnia na wsi, funkcjonowały od reformy reorganizującej administrację wiejską przeprowadzonej jesienią 1954 do momentu ich zniesienia z dniem 1 stycznia 1973, tym samym wypierając organizację gminną w latach 1954–1972.
Gromadę Narewka z siedzibą GRN w Narewce utworzono – jako jedną z 8759 gromad – w powiecie hajnowskim w woj. białostockim, na mocy uchwały nr 16/V WRN w Białymstoku z dnia 4 października 1954. W skład jednostki weszły obszary dotychczasowych gromad Grodzisk, Janowo, Narewka i Zabłotczyzna, ponadto miejscowości Planta wieś, Planta osada i Narewka st. kolejowa z dotychczasowej gromady Planta oraz miejscowości Skupowo i Gnilec składnica z dotychczasowej gromady Skupowo ze zniesionej gminy Narewka w tymże powiecie. Dla gromady ustalono 21 członków gromadzkiej rady narodowej.
31 grudnia 1959 do gromady Narewka przyłączono obszar zniesionej gromady Olchówka.
1 stycznia 1972 do gromady Narewka przyłączono wsie Babia Góra, Pasieki, Siemianówka i Siemieniakowszczyzna ze zniesionej gromady Siemianówka.
Gromada przetrwała do końca 1972 roku, czyli do kolejnej reformy gminnej. Z dniem 1 stycznia 1973 roku reaktywowano gminę Narewka.